# Copa do Mundo de Voleibol Masculino de 2007
A Copa do Mundo de Voleibol Masculino de 2007 foi a 11ª edição do torneio organizado pela Federação Internacional de Voleibol (FIVB) a cada quatro anos. Realizada no Japão, foi disputada entre 18 de novembro e 2 de dezembro, logo após o término da edição feminina. O Brasil conquistou o bicampeonato da competição e classificou-se aos Jogos Olímpicos de Pequim em 2008 ao lado das seleções da Rússia e Bulgária.
Como na competição feminina, doze equipes participaram do torneio. A Copa do Mundo é disputada em quatro fases, realizadas em sete diferentes cidades japonesas, no sistema de todos contra todos. Ao final das onze partidas a equipe com o maior número de pontos na classificação geral (Brasil) sagrou-se campeã do torneio e se classificou aos torneio olímpico ao lado da equipe vice-campeã (Rússia) e da terceiro colocada (Bulgária).

## Equipes classificadas
Para participação na Copa do Mundo, o critério utilizado foi o desempenho das equipes nos cinco torneios continentais promovidos por cada confederação afiliada a FIVB durante o ano. O campeão e o vice de cada torneio, o Japão por ser o país-sede (apenas o campeão asiático garantiu classificação devido à vaga japonesa), e ainda outras duas equipes convidadas compuseram todos os classificados.
| País-sede             |         |                                                      |
| Japão                 | AVC     |                                                      |
| Torneios continentais |         |                                                      |
| Espanha               | CEV     | Campeão da Europa                                    |
| Rússia                | CEV     | Vice-campeão da Europa                               |
| Estados Unidos        | NORCECA | Campeão das Américas do Norte, Central e Caribe      |
| Porto Rico            | NORCECA | Vice-campeão das Américas do Norte, Central e Caribe |
| Brasil                | CSV     | Campeão da América do Sul                            |
| Argentina             | CSV     | Vice-campeão da América do Sul                       |
| Egito                 | CAVB    | Campeão da África                                    |
| Tunísia               | CAVB    | Vice-campeão da África                               |
| Austrália             | AVC     | Campeão da Ásia                                      |
| Convidados            |         |                                                      |
| Bulgária              | CEV     |                                                      |
| Coreia do Sul         | AVC     |                                                      |

## Sedes
| Fases | Grupo A                             | Grupo B                            |
| ----- | ----------------------------------- | ---------------------------------- |
| 1ª    | Saitama Saitama Super Arena         | Matsumoto Matsumoto City Gymnasium |
| 2ª    | Hiroshima Hiroshima Green Arena     | Toyama Toyama City Gymnasium       |
| 3ª    | Fukuoka Marine Messe Fukuoka        | Okayama Okayama Momotaro Arena     |
| 4ª    | Tóquio Tokyo Metropolitan Gymnasium | Tóquio Komazawa Gymnasium          |

## Primeira fase

### Saitama
| Data   | Partida   | Partida | Partida       | Parciais | Parciais | Parciais | Parciais | Parciais |
| Data   | Partida   | Partida | Partida       | 1        | 2        | 3        | 4        | 5        |
| ------ | --------- | ------- | ------------- | -------- | -------- | -------- | -------- | -------- |
| 18 nov | Austrália | 3-2     | Coréia do Sul | 22-25    | 25-20    | 23-25    | 25-20    | 29-27    |
| 18 nov | Argentina | 0-3     | Rússia        | 16-25    | 22-25    | 17-25    | -        | -        |
| 18 nov | Japão     | 2-3     | Tunísia       | 25-22    | 21-25    | 25-18    | 22-25    | 14-16    |
| 19 nov | Austrália | 0-3     | Rússia        | 22-25    | 26-28    | 10-25    | -        | -        |
| 19 nov | Argentina | 3-1     | Tunísia       | 25-19    | 25-21    | 23-25    | 25-23    | -        |
| 19 nov | Japão     | 3-0     | Coréia do Sul | 25-15    | 25-20    | 25-21    | -        | -        |
| 20 nov | Rússia    | 3-1     | Tunísia       | 22-25    | 25-15    | 25-12    | 25-16    | -        |
| 20 nov | Argentina | 3-0     | Coréia do Sul | 26-24    | 25-22    | 25-20    | -        | -        |
| 20 nov | Japão     | 0-3     | Austrália     | 19-25    | 21-25    | 21-25    | -        | -        |

### Matsumoto
| Data   | Partida    | Partida | Partida        | Parciais | Parciais | Parciais | Parciais | Parciais |
| Data   | Partida    | Partida | Partida        | 1        | 2        | 3        | 4        | 5        |
| ------ | ---------- | ------- | -------------- | -------- | -------- | -------- | -------- | -------- |
| 18 nov | Egito      | 0-3     | Porto Rico     | 17-25    | 19-25    | 17-25    | -        | -        |
| 18 nov | Bulgária   | 3-1     | Espanha        | 25-21    | 19-25    | 25-20    | 25-17    | -        |
| 18 nov | Brasil     | 0-3     | Estados Unidos | 26-28    | 28-30    | 20-25    | -        | -        |
| 19 nov | Bulgária   | 3-1     | Egito          | 25-19    | 25-18    | 23-25    | 25-18    | -        |
| 19 nov | Porto Rico | 3-1     | Estados Unidos | 25-21    | 20-25    | 25-17    | 25-22    | -        |
| 19 nov | Brasil     | 3-0     | Espanha        | 30-28    | 25-17    | 25-16    | -        | -        |
| 20 nov | Bulgária   | 3-1     | Porto Rico     | 19-25    | 25-18    | 27-25    | 25-17    | -        |
| 20 nov | Espanha    | 3-1     | Estados Unidos | 21-25    | 25-20    | 27-25    | 25-20    | -        |
| 20 nov | Brasil     | 3-0     | Egito          | 25-18    | 25-14    | 25-17    | -        | -        |

## Segunda fase

### Hiroshima
| Data   | Partida       | Partida | Partida   | Parciais | Parciais | Parciais | Parciais | Parciais |
| Data   | Partida       | Partida | Partida   | 1        | 2        | 3        | 4        | 5        |
| ------ | ------------- | ------- | --------- | -------- | -------- | -------- | -------- | -------- |
| 22 nov | Coréia do Sul | 0-3     | Rússia    | 16-25    | 14-25    | 19-25    | -        | -        |
| 22 nov | Austrália     | 3-1     | Tunísia   | 25-22    | 35-37    | 26-24    | 25-22    | -        |
| 22 nov | Japão         | 3-0     | Argentina | 25-23    | 25-19    | 26-24    | -        | -        |
| 23 nov | Coréia do Sul | 3-2     | Tunísia   | 25-17    | 23-25    | 21-25    | 25-22    | 15-9     |
| 23 nov | Argentina     | 3-1     | Austrália | 25-21    | 21-25    | 25-14    | 25-23    | -        |
| 23 nov | Japão         | 0-3     | Rússia    | 19-25    | 20-25    | 23-25    | -        | -        |

### Toyama
| Data   | Partida  | Partida | Partida        | Parciais | Parciais | Parciais | Parciais | Parciais |
| Data   | Partida  | Partida | Partida        | 1        | 2        | 3        | 4        | 5        |
| ------ | -------- | ------- | -------------- | -------- | -------- | -------- | -------- | -------- |
| 22 nov | Egito    | 0-3     | Espanha        | 19-25    | 21-25    | 19-25    | -        | -        |
| 22 nov | Brasil   | 3-0     | Porto Rico     | 25-13    | 25-21    | 25-17    | -        | -        |
| 22 nov | Bulgária | 2-3     | Estados Unidos | 27-29    | 25-20    | 30-28    | 22-25    | 12-15    |
| 23 nov | Espanha  | 0-3     | Porto Rico     | 18-25    | 22-25    | 18-25    | -        | -        |
| 23 nov | Brasil   | 3-0     | Bulgária       | 25-14    | 25-21    | 25-19    | -        | -        |
| 23 nov | Egito    | 0-3     | Estados Unidos | 22-25    | 18-25    | 19-25    | -        | -        |

## Terceira fase

### Fukuoka
| Data   | Partida    | Partida | Partida    | Parciais | Parciais | Parciais | Parciais | Parciais |
| Data   | Partida    | Partida | Partida    | 1        | 2        | 3        | 4        | 5        |
| ------ | ---------- | ------- | ---------- | -------- | -------- | -------- | -------- | -------- |
| 25 nov | Argentina  | 3-2     | Porto Rico | 19-25    | 22-25    | 25-16    | 25-21    | 15-13    |
| 25 nov | Espanha    | 0-3     | Rússia     | 21-25    | 13-25    | 15-25    | -        | -        |
| 25 nov | Japão      | 3-2     | Egito      | 25-17    | 19-25    | 21-25    | 25-23    | 15-9     |
| 26 nov | Argentina  | 0-3     | Espanha    | 24-26    | 22-25    | 18-25    | -        | -        |
| 26 nov | Egito      | 0-3     | Rússia     | 19-25    | 18-25    | 19-25    | -        | -        |
| 26 nov | Japão      | 0-3     | Porto Rico | 23-25    | 23-25    | 21-25    | -        | -        |
| 27 nov | Argentina  | 3-1     | Egito      | 25-22    | 25-19    | 16-25    | 25-21    | -        |
| 27 nov | Porto Rico | 0-3     | Rússia     | 22-25    | 21-25    | 19-25    | -        | -        |
| 27 nov | Japão      | 1-3     | Espanha    | 26-24    | 19-25    | 18-25    | 19-25    | -        |

### Okayama
| Data   | Partida       | Partida | Partida        | Parciais | Parciais | Parciais | Parciais | Parciais |
| Data   | Partida       | Partida | Partida        | 1        | 2        | 3        | 4        | 5        |
| ------ | ------------- | ------- | -------------- | -------- | -------- | -------- | -------- | -------- |
| 25 nov | Tunísia       | 1-3     | Estados Unidos | 25-22    | 19-25    | 19-25    | 17-25    | -        |
| 25 nov | Bulgária      | 3-0     | Coréia do Sul  | 25-20    | 25-20    | 25-19    | -        | -        |
| 25 nov | Brasil        | 3-0     | Austrália      | 25-19    | 25-19    | 25-21    | -        | -        |
| 26 nov | Coréia do Sul | 0-3     | Estados Unidos | 18-25    | 15-25    | 18-25    | -        | -        |
| 26 nov | Austrália     | 0-3     | Bulgária       | 17-25    | 19-25    | 13-25    | -        | -        |
| 26 nov | Brasil        | 3-0     | Tunísia        | 25-19    | 25-16    | 25-21    | -        | -        |
| 27 nov | Austrália     | 0-3     | Estados Unidos | 17-25    | 12-25    | 19-25    | -        | -        |
| 27 nov | Bulgária      | 3-1     | Tunísia        | 26-24    | 22-25    | 25-15    | 25-17    | -        |
| 27 nov | Brasil        | 3-0     | Coréia do Sul  | 25-20    | 25-17    | 25-20    | -        | -        |

## Quarta fase

### TóquioA
| Data   | Partida   | Partida | Partida        | Parciais | Parciais | Parciais | Parciais | Parciais |
| Data   | Partida   | Partida | Partida        | 1        | 2        | 3        | 4        | 5        |
| ------ | --------- | ------- | -------------- | -------- | -------- | -------- | -------- | -------- |
| 30 nov | Argentina | 0-3     | Brasil         | 20-25    | 22-25    | 16-25    | -        | -        |
| 30 nov | Bulgária  | 3-2     | Rússia         | 25-21    | 23-25    | 25-22    | 22-25    | 15-12    |
| 30 nov | Japão     | 0-3     | Estados Unidos | 18-25    | 25-27    | 19-25    | -        | -        |
| 1 dez  | Argentina | 0-3     | Estados Unidos | 16-25    | 19-25    | 18-25    | -        | -        |
| 1 dez  | Brasil    | 3-0     | Rússia         | 25-22    | 25-22    | 25-18    | -        | -        |
| 1 dez  | Japão     | 1-3     | Bulgária       | 25-22    | 20-25    | 20-25    | 20-25    | -        |
| 2 dez  | Argentina | 0-3     | Bulgária       | 17-25    | 22-25    | 23-25    | -        | -        |
| 2 dez  | Rússia    | 3-2     | Estados Unidos | 25-23    | 20-25    | 22-25    | 25-17    | 15-8     |
| 2 dez  | Japão     | 1-3     | Brasil         | 25-23    | 21-25    | 19-25    | 18-25    | -        |

### TóquioB
| Data   | Partida       | Partida | Partida       | Parciais | Parciais | Parciais | Parciais | Parciais |
| Data   | Partida       | Partida | Partida       | 1        | 2        | 3        | 4        | 5        |
| ------ | ------------- | ------- | ------------- | -------- | -------- | -------- | -------- | -------- |
| 30 nov | Porto Rico    | 3-0     | Tunísia       | 25-17    | 25-17    | 25-23    | -        | -        |
| 30 nov | Egito         | 3-1     | Coréia do Sul | 21-25    | 25-16    | 25-19    | 25-22    | -        |
| 30 nov | Austrália     | 0-3     | Espanha       | 21-25    | 19-25    | 20-25    | -        | -        |
| 1 dez  | Egito         | 3-1     | Tunísia       | 25-21    | 18-25    | 25-21    | 25-22    | -        |
| 1 dez  | Espanha       | 3-0     | Coréia do Sul | 25-22    | 25-17    | 28-26    | -        | -        |
| 1 dez  | Austrália     | 3-1     | Porto Rico    | 25-21    | 15-25    | 25-18    | 25-21    | -        |
| 2 dez  | Espanha       | 3-1     | Tunísia       | 25-16    | 25-22    | 21-25    | 25-18    | -        |
| 2 dez  | Coréia do Sul | 3-2     | Porto Rico    | 21-25    | 25-18    | 26-24    | 20-25    | 15-8     |
| 2 dez  | Austrália     | 1-3     | Egito         | 14-25    | 25-23    | 21-25    | 22-25    | -        |

## Classificação geral
| Pos | Equipe         | Pts | J  | V  | D  | PP  | PC   | PA    | SP | SC | SA    |
| --- | -------------- | --- | -- | -- | -- | --- | ---- | ----- | -- | -- | ----- |
| 1   | Brasil         | 21  | 11 | 10 | 1  | 852 | 673  | 1,265 | 30 | 4  | 7,500 |
| 2   | Rússia         | 20  | 11 | 9  | 2  | 899 | 742  | 1,212 | 29 | 9  | 3,222 |
| 3   | Bulgária       | 20  | 11 | 9  | 2  | 988 | 881  | 1,121 | 29 | 13 | 2,231 |
| 4   | Estados Unidos | 19  | 11 | 8  | 3  | 947 | 843  | 1,123 | 28 | 12 | 2,333 |
| 5   | Espanha        | 18  | 11 | 7  | 4  | 848 | 825  | 1,028 | 22 | 15 | 1,467 |
| 6   | Porto Rico     | 16  | 11 | 5  | 6  | 878 | 869  | 1,010 | 21 | 19 | 1,105 |
| 7   | Argentina      | 16  | 11 | 5  | 6  | 825 | 876  | 0,942 | 15 | 23 | 0,652 |
| 8   | Austrália      | 15  | 11 | 4  | 7  | 839 | 940  | 0,893 | 14 | 25 | 0,560 |
| 9   | Japão          | 14  | 11 | 3  | 8  | 865 | 923  | 0,937 | 14 | 26 | 0,538 |
| 10  | Egito          | 14  | 11 | 3  | 8  | 829 | 922  | 0,899 | 13 | 27 | 0,481 |
| 11  | Coreia do Sul  | 13  | 11 | 2  | 9  | 818 | 947  | 0,864 | 9  | 31 | 0,290 |
| 12  | Tunísia        | 12  | 11 | 1  | 10 | 909 | 1056 | 0,861 | 12 | 32 | 0,375 |

PTS - pontos, J - jogos, V - vitórias, D - derrotas, PP - pontos pró, PC - pontos contra, PA - pontos average, SP - sets pró, SC - sets contra, SA - sets average
|  |                                           |
|  | Classificados aos Jogos Olímpicos de 2008 |

## Premiações
| 1 | 2 | 3 |
| Brasil Bruno Mossa de Rezende Marcelo Elgarten André Heller Samuel Fuchs Gilberto Godoy Filho Murilo Endres André Nascimento Sérgio Dutra Santos Anderson Rodrigues Gustavo Endres Rodrigo Santana Dante Amaral | Rússia Alexander Korneev Semen Poltavskiy Pavel Kruglov Pavel Abramov Sergey Grankin Sergey Tetyukhin Vadim Khamuttskikh Yury Berezhko Alexey Ostapenko Alexander Volkov Alexey Verbov Alexey Kuleshov | Bulgária Evgeni Ivanov Hristo Tsvetanov Andrey Zhekov Boyan Yordanov Krasimir Gaydarski Matey Kaziyski Nikolay Nikolov Ivan Stanev Vladimir Nikolov Teodor Salparov Todor Aleksiev Plamen Konstantinov |

| Gilberto Godoy Filho (Giba) | Brasil     | MVP (Most Valuable Player) |
| Héctor Soto                 | Porto Rico | Maior pontuador            |
| Dante Amaral                | Brasil     | Melhor atacante            |
| José Luis Moltó             | Espanha    | Melhor bloqueador          |
| Semen Poltavskiy            | Rússia     | Melhor saque               |
| Miguel Ángel Falasca        | Espanha    | Melhor levantador          |
| Sérgio Dutra Santos         | Brasil     | Melhor líbero              |
| Yusuke Ishijima (Gottsu)    | Japão      | Destaque                   |